# Giáo dục quốc tế

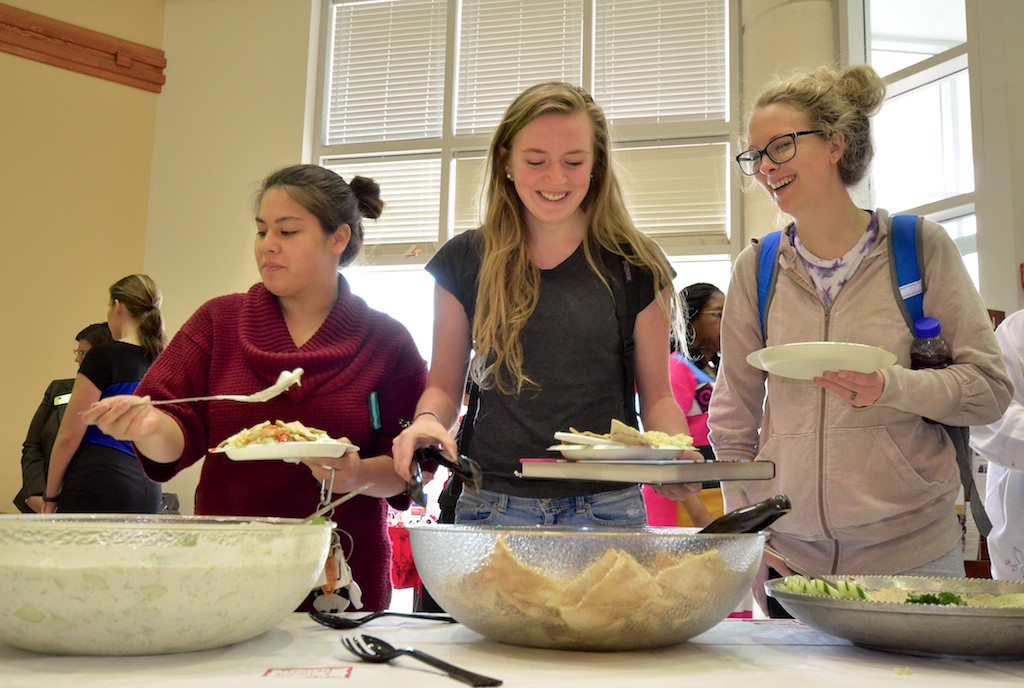
Hoạt động trong khuôn khổ giáo dục quốc tế tại trường Germanna Community College

Giáo dục quốc tế (International education) là một khái niệm động liên quan đến hành trình hoặc sự dịch chuyển của con người, tâm trí hoặc ý tưởng vượt qua các ranh giới chính trị và văn hóa. Giáo dục quốc tế có thể được coi là phát triển “tư duy quốc tế” (nhìn nhận vấn đề trên bình diện quốc tế và tư duy khai phóng) hoặc nâng cao thái độ ý thức toàn cầu và nhận thức tầm quốc tế. Theo quan điểm tư tưởng, giáo dục quốc tế tập trung vào phát triển đạo đức, bằng cách tác động đến việc hình thành "thái độ tích cực đối với hòa bình, hiểu biết quốc tế và quyền công dân thế giới có trách nhiệm". Theo cách tiếp cận thực dụng, giáo dục quốc tế có thể liên quan đến toàn cầu hóa kinh tế và văn hóa. Giáo dục quốc tế được tạo điều kiện thuận lợi từ quá trình toàn cầu hóa, hiện tượng này ngày càng xóa bỏ những hạn chế về mặt địa lý đối với các sắp xếp kinh tế, xã hội và văn hóa.

## Đại cương

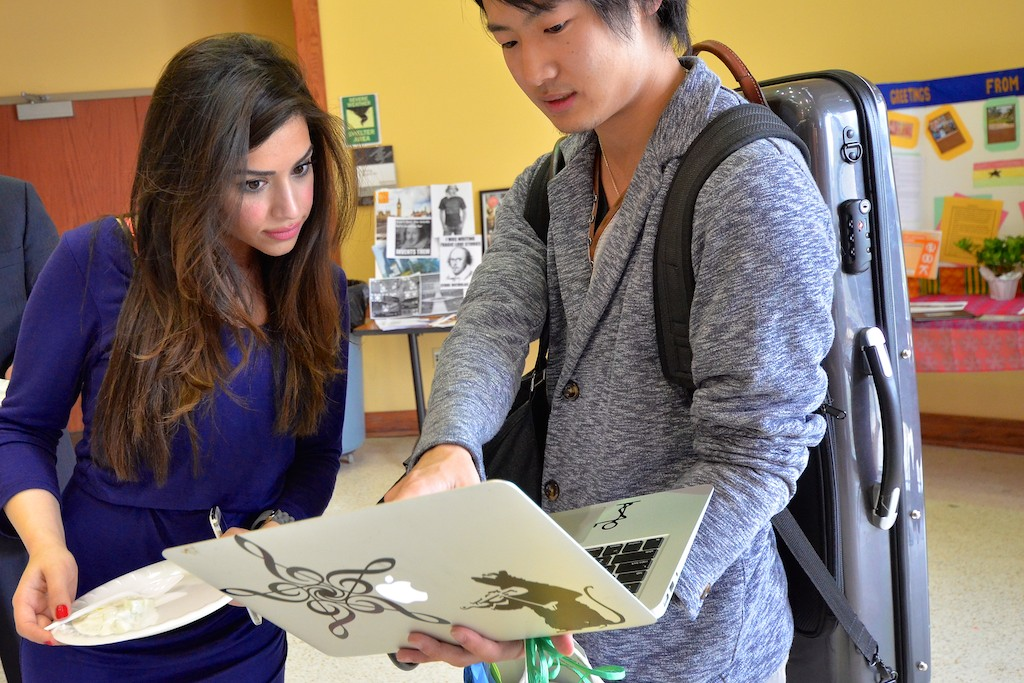
Các sinh viên quốc tế trong khuôn khổ của chương trình giao dục quốc tế

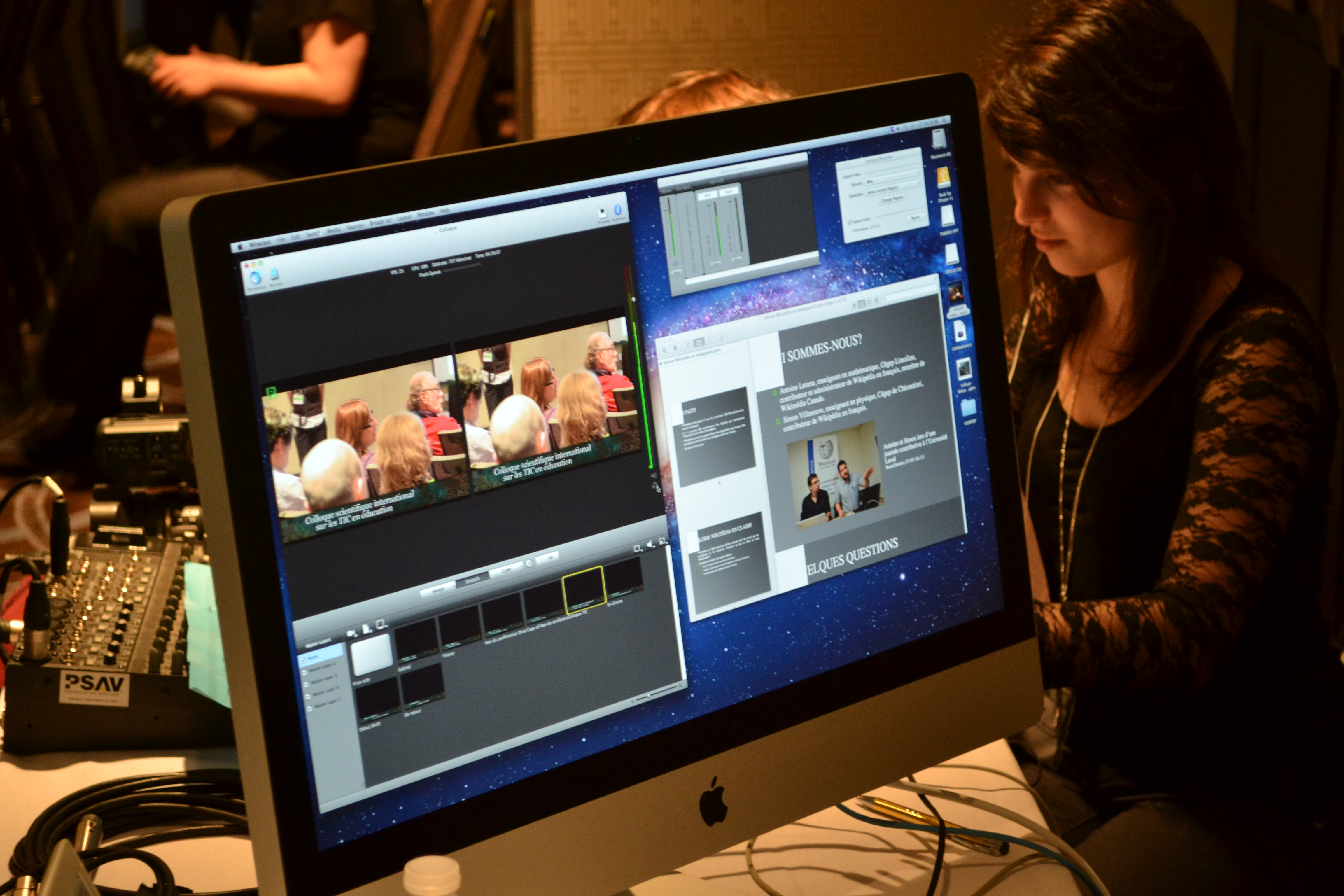
Giáo dục quốc tế được tạo điều kiện thông qua việc kết nối mạng

Khái niệm giáo dục quốc tế bao gồm nhiều hình thức học tập khác nhau, ví dụ như giáo dục chính quy và học tập không chính quy (ví dụ như các khóa lớp đào tạo, chương trình trao đổi sinh viên và giao tiếp liên văn hóa). Giáo dục quốc tế cũng có thể bao gồm việc định hướng lại quan điểm học thuật như theo đuổi "tầm nhìn thế giới" như một mục tiêu để một trường học hoặc trọng tâm học thuật của trường được coi là tiêu chuẩn của một Trường quốc tế. Hiệp hội các trường đại học công lập quốc gia quy định việc áp dụng "nền giáo dục phù hợp" phản ánh đầy đủ phạm vi đối thoại quốc tế, xã hội, chính trị, văn hóa và kinh tế thế giới. Các nhà giáo dục quốc tế có trách nhiệm "thiết kế, quản lý và tạo điều kiện cho các chương trình và hoạt động giúp người tham gia tương tác với những người và ý tưởng có nền văn hóa đa dạng một cách phù hợp, hiệu quả và có đạo đức". 
Sự xuất hiện của giáo dục quốc tế như một ngành học có thể được quy cho các sáng kiến quốc tế và liên lục địa trong quá khứ, nhằm đạt được giáo dục, học tập và trao đổi trí tuệ. Điều này được chứng minh trong các mối quan hệ học thuật chính thức giữa các quốc gia dưới hình thức các thỏa thuận song phương và khoa học. Ở đây, giáo dục quốc tế được coi là một cơ chế hợp tác quốc tế và trong một số trường hợp, nó bắt nguồn từ sự công nhận rằng các nền văn hóa khác nhau cung cấp các quan điểm và phong cách học tập và giảng dạy khác nhau ngoài việc truyền đạt kiến thức. Có những học giả liên kết sự phát triển của giáo dục quốc tế với việc giáo dục so sánh (Comparative education) liên quan đến việc đánh giá và xem xét các hệ thống giáo dục khác nhau ở nhiều quốc gia nhằm mục đích phát triển một nền giáo dục và các cấu trúc giáo dục có phạm vi và ứng dụng toàn cầu. Khái niệm này được coi là cổ xưa, đã được sử dụng ở Hy Lạp cổ đại, trong khi thuật ngữ giáo dục quốc tế thực tế lần đầu tiên được William Russell sử dụng vào năm 1826. Giáo dục quốc tế đã tách ra khỏi cái bóng của chính nó khi nó đảm nhận hình thức các chương trình có tổ chức hơn, tập hợp người học và giáo viên từ các quốc gia khác nhau để học hỏi lẫn nhau.

## Tham khảo

Sinh viên quốc tế tại Trường Kinh tế Cao cấp (HSE)